# Mohamed Zaoui
Mohamed Zaoui, född den 14 maj 1960 i Algeriet, är en algerisk boxare som tog OS-brons i mellanviktsboxning 1984 i Los Angeles. 